# Boeing Vertol YUH-61
El Boeing Vertol YUH-61 (Model 179) fue un helicóptero utilitario de tamaño medio para asalto militar propulsado por dos motores turboeje, diseñado en Estados Unidos por Boeing Vertol, para concurrir en la competición UTTAS (siglas en inglés de Utility Tactical Transport Aircraft System, Sistema de Aeronave de Transporte Táctico Utilitario), organizada por el Ejército de los Estados Unidos a medidos de los años 1970 para reemplazar a la familia de helicópteros UH-1 Iroquois. Compitió contra el Sikorsky YUH-60A, y aunque los dos diseños finalistas en la competición fueron desarrollados para cubrir las especificaciones del Ejército, solo fue seleccionado el helicóptero de Sikorsky, que pasó a ser el UH-60 Black Hawk.

## Diseño y desarrollo

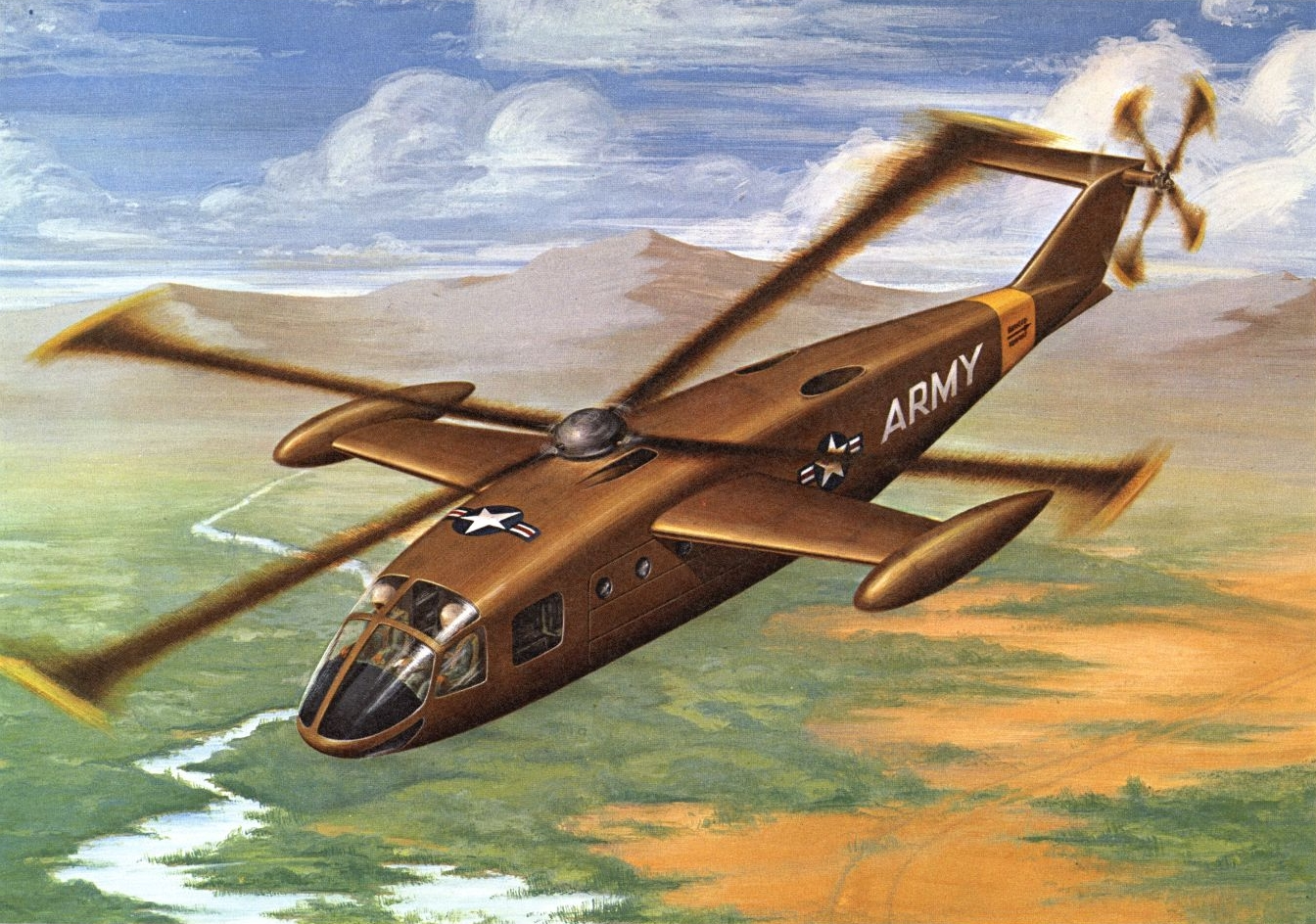
El Boeing Winged UTTAS fue un concepto de avión utilitario de ala fija diseñado antes de que el Ejército de los Estados Unidos especificara que el vehículo debía ser un helicóptero convencional.

En 1971, el Departamento de Defensa de Estados Unidos publicó la solicitud correspondiente a un nuevo helicóptero utilitario de transporte táctico para sustituir al Bell UH-1 en servicio con el Ejército de los Estados Unidos. La solicitud exigía una capacidad igual a la del UH-1, pero la carga útil debía mantenerse a alturas mucho mayores y con temperaturas ambientales más elevadas. Los dos contendientes principales en el concurso fueron el Sikorsky S-70, designado para su evaluación militar como YUH-60A, y el Boeing Vertol Model 179 (YUH-61A).
El Model 179 era el primer diseño de Boeing Vertol provisto de un único rotor principal, y se había diseñado tomando como modelo el helicóptero para cometidos generales MBB Bo 105 producido bajo licencia por esta compañía; en efecto, el Model 179 fue proyectado en torno a un modelo similar de rotor principal semirrígido y no articulado, de construcción mixta. La planta motriz estaba constituida por dos turboejes General Electric YT700 situados en góndolas montadas a los lados del fuselaje, junto a la unidad transmisora emplazada sobre la parte posterior de la cabina. Esta última tenía una superficie de 8,30 m² que permitía acomodar a 11 soldados (además de los tres tripulantes), o podía ser empleada para carga; alternativamente, el helicóptero podía levantar en eslinga una carga de 3175 kg. El fuselaje estaba construido a base de costillas y larguerillos, utilizando gran cantidad de fibra de vidrio y estructuras alveolares para darle resistencia y reducir su mantenimiento. El fuselaje convencional de góndola y larguero acababa en un rotor de cola cuatripala de fibra de vidrio, así como en un gran estabilizador que variaba automáticamente su ángulo de incidencia con la velocidad del aire para mejorar el control. El tren de aterrizaje era del tipo triciclo fijo, provisto de patas principales con rueda única y una pata con dos ruedas en el morro.
Se completaron tres prototipos militares, el primero de los cuales voló el 29 de noviembre de 1974. A partir de 1975 se llevó a efecto la evaluación competitiva del YUH-60A y del YUH-61A, resultando ganadora la propuesta de Sikorsky. Boeing Vertol finalizó un cuarto prototipo como unidad de exhibiciones del Model 179 civil, con acomodo para 14/20 pasajeros. Posteriormente se abandonó el desarrollo de ambos modelos, debido a la falta de pedidos.

## Variantes
Model 179
Helicóptero utilitario civil de 14-20 pasajeros, cancelado, uno construido.
YUH-61A
Versión utilitaria militar del Model 179, tres construidos.
Model 237
Versión naval del YUH-61A para la competición LAMPS II de la Armada de los Estados Unidos (helicóptero multipropósito embarcado); perdió contra el Sikorsky SH-60 Seahawk, no construida.

## Operadores
Estados Unidos
- Ejército de los Estados Unidos

## Supervivientes
Dos de las tres aeronaves construidas (73-21656 y 73-21658) están preservadas en el United States Army Aviation Museum en Fort Rucker, Alabama.

## Especificaciones (YUH-61A)
Referencia datos: Modern Military Aircraft

### Características generales
- Tripulación: Dos pilotos (mínimo)
- Capacidad: 14-20 pasajeros
- Longitud: 18,5 m (60,7 ft)
- Diámetro rotor principal: 15 m (49,2 ft)
- Altura: 4,7 m (15,5 ft)
- Área circular: 175,1 m² (1884,8 ft²)
- Peso vacío: 4423 kg (9748,3 lb)
- Peso máximo al despegue: 8029 kg (17 695,9 lb)
- Planta motriz: 2× Turboeje General Electric YT700-GE-700.
  - Potencia: 1145 kW (1579 HP; 1557 CV) cada uno.

### Rendimiento
- Velocidad máxima operativa (Vno): 286 km/h (178 MPH; 154 kt)
- Velocidad crucero (Vc): 216 km/h (134 MPH; 117 kt)
- Alcance: 964 km (521 nmi; 599 mi)
- Alcance en combate: 600 km (324 nmi; 373 mi)

## Aeronaves relacionadas

### Aeronaves similares
- Sikorsky S-70
- Sikorsky UH-60 Black Hawk
- Sikorsky SH-60 Seahawk

### Secuencias de designación
- Secuencia _H-_ (Helicópteros estadounidenses, 1962-presente): ← OH-58 - XH-59 - UH-60/SH-60/HH-60/MH-60 - YUH-61 - XCH-62 - YAH-63 - AH-64 →